# 天翔少女
《天翔少女》是日本科樂美數位娛樂所製作的OVA作品。以及依此改編的電視動畫。

## 概要
天翔少女跟同屬科樂美的模型系列《軍武娘》同樣是所設計，採用了機械加上少女（兵器娘）的路線。屬於《軍武娘》的動畫化路線，接近《武裝神姬》的設計。這一部是第一部動畫化的作品，2007年1月在AT-X播放。在東京國際動畫博覽會2007裡科樂美宣布製作電視動畫版，同年6月3日開展的『RONDO ROBE 2007』活動正式發表播放時間。

## 世界觀設定
2071年，全世界出現一群以奈米機械為基礎，聚集而成的集合體，世界將其統稱為"Weapons Of Raid Machine"〈W.O.R.M./蟲子〉。
而W.O.R.M.的出現，開始對人類進行一連串的毀滅性攻擊，將人類世界的煉油廠、發電廠、軍事基地一一進行消滅。

2073年，全世界損失了大約1/3的人口，迫使全球政府組成人類統合軍，對W.O.R.M.進行反擊。

2074年，失去冷靜的人類，使用大規模破壞性武器對W.O.R.M.進行攻擊，終於殲滅了W.O.R.M.，但也付出了極大的代價。主要大陸分裂、南極大陸消失、50%的地表被水覆蓋，以及超過9成的20~30歲的男性消失。

2084年，兩位被軍隊所徵召的少女以及一位為了自己目的的少女，聚集在追濱基地，展開一場翱翔天空的夢想之旅。

(OVA版W.O.R.M.出現年份為2079年、全世界失去1/3人口為2081年，使用大規模破壞兵器為2083年，而並沒有提到故事進行年份)

## 登場人物
注意：以下列表部分中文譯名並非官方版本，而是網路上約定俗成的稱法。

### Sonic Diver隊
櫻野音羽（配音員：川澄綾子）
16歲，身高159cm，血型O型，零神的駕駛員。性格樂天開朗，劍道道場的下任當家，擅長近接戰，有一個失蹤的弟弟。
園宮可憐（配音員：後藤沙緒里）
16歲，身高158cm，血型AB型，IQ170的天才少女，風神的駕駛員。性格內向，不擅長與異性對話。有一個親哥哥，常常跟他書信來往。
一条瑛花（配音員：伊藤靜）
17歲，身高162cm，血型A型，在春日基地被稱為天才訓練生，後被SD試飛員擊敗後主動提出調到SD部隊，成為雷神的駕駛員。性格自負，嚴於律己，是SD隊的隊長，與父親的關係不太好。
愛莉潔·馮·迪特里希（配音員：辻步美）
15歲，身高150cm，血型O型，德國人，自幼在西歐基地長大，能說六國語言的天才少女。在基地遇襲後被送到日本SD部隊。性格天真帶點孩子氣，跟瑛花有對抗意識，但在決鬥中落敗後認同她的領導。坐機是Bachstelze(鶺鴒) V-1，雖然是量產型，但因西歐基地被襲而只有這一架。
愛莎·克里修納姆
發明納米醫療系統的克里修納姆博士的女兒，身世與W.O.R.M.和SD有莫大關係。

### 第13航空團
冬蒼哉（配音員：藤原啓治）
29歲、身高180cm、血型O型，原為中校,後在第八集升為上校,並擔任SD隊的指揮官
速水拓實（配音員：白石涼子）
16歲、身高168cm、血型A型，通訊士
橘遼平（配音員：谷山紀章）
19歲、身高178cm、血型O型，負責零神的整備工作。
藤枝七惠（配音員：堀江由衣）
15歲、身高155cm、血型B型
大戶代治（配音員：田中完）
整備班的班長，同時負責鶺鴒 V-1的整備工作。
緋月玲（配音員：間島淳司）
23歲、身高176cm、血型A型，SD隊跟軍方的協調人。少尉
御子神嵐子（配音員：比嘉久美子）
20歲、身高165cm、血型B型，雙胞胎的姊姊，負責雷神的整備工作。
御子神晴子（配音員：石川桃子）
20歲、身高165cm、血型B型，雙胞胎的妹妹，負責風神的整備工作。

### 攻龍
門脇曹一郎（配音員：小川真司）

嶋秋嵩（配音員：青山穰（OVA）／斧篤（電視動畫））
以上兩位為上次瓦姆大戰活躍軍人，於攻龍建造完成被軍方請求重新服役
安岐夕子（配音員：生天目仁美）
攻龍專屬醫護人員。
源伯（配音員：河合義雄（OVA）／武虎（電視動畫））
攻龍伙食班負責人。

### 其他
周王紀里子（配音員：木村亞希子）
SD系統研發人。
飛崎陣（配音員：諏訪部順一）
軍方自行開發的戰鬥機Vic　Viper的主駕駛員，曾是冬后的戰友。
櫻野天山（配音員：大川透）

櫻野花繪（配音員：加藤優子）

櫻野優希（配音員：澤城美雪）
音羽的雙胞胎弟弟，和音羽在跟瓦姆單體接觸時被瓦姆帶走，成為瓦姆系統的核心&信使。
一条英儀（配音員：古澤徹）

一条靜子（配音員：大浦冬華）

藤枝琴乃（配音員：小野涼子）

克修納姆博士（配音員：間宮康弘）
瓦姆的根源，也是對治療系統具有極大貢獻的『奈米醫療系統』創始人，在以自己女兒作人體實驗的事情被公開後隱居印度深山，在發現網路上的奈米醫療系統出現問題即將演化成瓦姆時曾多次向軍方陳報但皆無受理。

### 只在小說版登場的人物
水崎香南

一樹楓

番匠真里亞

## 用語
W.O.R.M.
全名Weapons Of Raid Machine，匿稱蟲子，為能夠無限增值的納米機械集合體，2071年(OVA版為2079年)時突然出現，集中攻擊世界上的煉油廠、發電廠、工業區和軍事基地，造成全地球人口1/3死亡。其真面目是在網路上自我生成之奈米治療程序所製作出來的巨大奈米系統，將地球當作一個生命體，將人類當成癌細胞並進行治療。
第13航空團
特殊獨立部隊第13航空團，為測試Sonic Diver運用價值的特殊部隊，也兼負試驗Sonic Diver對抗W.O.R.M.能力的任務。
Sonic Diver
飛行外骨骼Sonic Diver，簡稱SD。為使用全新理念開發的新兵器，使用類似生物同步系統操作，要求駕駛員DNA等級的合適性。能自由變換高速飛行的G(Glider 滑翔機)形態或靈活模仿駕駛員肢體動作的A(Armor 強化外骨骼)模式，但若果駕駛員在沒有奈米薄層附著時駕駛則形同自殺。
動作捕捉服
Sonic Diver的專用駕駛服，能固定駕駛者的身體，並能讓保護駕駛員奈米薄層發揮最大效能，駕駛員們的評價是"比泳衣還薄"。
奈米薄層
能完全保護Sonic Diver駕駛員的模擬生物護罩，並能維持使用者在高空高速狀態下的生命活動，而且能夠協調系統和駕駛員的生理協調，不過一來需要專用機器奈米散佈機器噴塗，而且只能附著使用者21分32秒，在電源不足下更是只能附著8分鐘。
Sky Girls
SD隊對外宣傳的隊名"從天而降的少女"的簡稱，第7話開始成為非正式隊名
分子震動劍 Material Vibration Sword
理論上為SD各機的標準配備，但只有音羽的零神有拿出來用過。
Delta-Lock
讓為奈米機械集合體的W.O.R.M.強制進入奈米脫落相同的荷馬效應繼而消滅的戰術。
分子震動槍 Material Vibration Lance
分子震動劍在愛莉潔的鶺鴒V-1上的版本，能作回力刀般使用。
Quadra-Lock
Delta-Lock的強化版本，需要零神、風神、雷神再加上鶺鴒V-1一起使用，能消滅更多細胞(更大)或結合等級更高的W.O.R.M.
Vic Viper
新開發的次期主力戰鬥機(之前使用的是大戰時期的F-22和F-35)，能使用遠距離操作高速射擊Pod"Option"，頂級駕駛員能同時使用四個作全方位攻擊。出處為Konami名作Gradius和沙羅曼蛇的主角機。
Final Encounter
最後的遇難者，為大戰之後一對小姊弟(櫻野雙胞胎)遇到一個不明發光物體(瓦姆單體)，其後弟弟失蹤的事件，為本片重要伏線。

## OVA

### 製作人員
- 原案：熊坂省吾（科樂美）
- 人物原案：・黒星紅白
- 導演：岩崎良明
- 劇本：
- 演出：鈴木洋平
- 人物設計、作畫監督：岩倉和憲
- 機械概念設計：
- 機械設定：横田耕三
- 美術監督：廣瀬義憲
- 色彩設計：石田美由紀
- 音響監督：明田川仁
- 撮影監督：丸茂力也
- 編集：西山茂
- 音樂：光宗信吉
- 製作人：松倉友二（J.C.STAFF）、熊坂省吾（科樂美）
- 動畫製作：J.C.STAFF
- 製作：科樂美數位娛樂

### 主題曲
- 片頭曲：「Baby's Tears」
- 片尾曲：「Shooting star」後藤沙緒里

## 動畫

### 各話標題
| 電視台播放順序 | 標題（日文原文） | 標題（中文翻譯）    |
| -------------- | ---------------- | ------------------- |
| 第1話          |                  | 候補們              |
| 第2話          |                  | SONIC DIVER         |
| 第3話          |                  | 飛翔                |
| 第4話          |                  | 假日的大街          |
| 第5話          |                  | 請多指教！零        |
| 第6話          |                  | 七惠的秘密          |
| 第7話          |                  | 命名，天翔少女      |
| 第8話          |                  | 去洗溫泉吧！        |
| 第9話          |                  | DELTA LOCK          |
| 第10話         |                  | 幽靈基地            |
| 第11話         |                  | 第四位少女          |
| 第12話         |                  | 再見，追濱          |
| 第13話         |                  | 攻龍出港            |
| 第14話         |                  | QUADRA LOCK         |
| 第15話         |                  | 父親和女兒          |
| 第16話         |                  | 停泊                |
| 第17話         |                  | 南方島嶼的SKY GIRLS |
| 第18話         |                  | 侵入者              |
| 第19話         |                  | 愛莎，過去的歷史    |
| 第20話         |                  | 鏡頭彼端映入的事物  |
| 第21話         |                  | 共同戰鬥            |
| 第22話         |                  | 南十字星‧聖誕夜     |
| 第23話         |                  | 失去的羽翼          |
| 第24話         |                  | 決戰                |
| 第25話         |                  | 音羽，再度展翅      |
| 第26話         |                  | 各自的未來…         |

### 製作人員
- 原案：熊坂省吾（科樂美）
- 人物原案：島田フミカネ・黒星紅白
- 導演：岩崎良明
- 劇本：、山田靖智、赤星政尚、玉井☆豪、伊藤美智子
- 人物設計：岩倉和憲
- 副人物設計：木本茂樹
- 物件設計：飯塚晴子
- 機械概念設計：
- 機械設計：明貴美加
- W.O.R.M設計：石垣純哉
- 機械・W.O.R.MLO監修：岩瀧智
- 美術監督：鈴木朗
- 色彩設計：石田美由紀
- 音響監督：明田川仁
- 撮影監督：岩井和也
- 編集：西山茂
- 音樂：光宗信吉
- 製作人：富田陽一郎
- 動畫製作人：松倉友二（J.C.STAFF）
- 動畫製作：J.C.STAFF
- 製作：科樂美數位娛樂

### 主題曲
- 片頭曲：「Virgin's high！」MELL（I've）
- 前期片尾曲(1~13)：「True Blue」後藤沙緒里
- 後期片尾曲(14~26)：「Diamond Sparkle」片岡あづさ

### 播放電視台
日本深夜動畫：下文記載的日本国内播放時間使用日本標準時間（UTC+9）表示。因為部分時間标识會採用30小时制，因此請留意这类超过24:00的时间，其實際播放時間為翌日清晨。
| 電視台       | 播放期間                     | 播放時間（UTC+9）         |
| ------------ | ---------------------------- | ------------------------- |
| 愛知電視台   | 2007年7月5日～2007年12月27日 | 星期四 25時28分～25時58分 |
| 千葉電視台   | 2007年7月5日～2007年12月27日 | 星期四 26時00分～26時30分 |
| 神奈川電視台 | 2007年7月5日～2007年12月27日 | 星期四 26時15分～26時45分 |
| 埼玉電視台   | 2007年7月7日～2007年12月29日 | 星期六 25時30分～26時00分 |
| 大阪電視台   | 2007年7月7日～2007年12月29日 | 星期六 26時40分～27時10分 |
| AT-X         | 2007年8月2日～2008年1月24日  | 星期四 09時00分～09時30分 |

## 釣魚迷瑛花姐 天翔少女真餌釣魚記
釣魚迷瑛花姐 天翔少女真餌釣魚記（釣りバカ瑛花さん スカイガールズ ダイナマイトフィッシング）是《天翔少女》動畫版DVD內的映像特典短篇動畫，全九集。

### 各話標題
| 集數 | 日文標題 | 中文標題                                 |
| ---- | -------- | ---------------------------------------- |
| 01   |          | 激鬥！釣香魚大會                         |
| 02   |          | 爆釣！釣彈塗魚！                         |
| 03   |          | 海岸決戰！釣瓜子鱲！                     |
| 04   |          | 驚異！釣食人魚！                         |
| 05   | [ 3 ]    | 守護原有品種！鱸魚垂釣大會！             |
| 06   |          | 一本萬利 釣黑鯛！                        |
| 07   |          | 鯛魚很難釣！貧民 釣真鯛！                |
| 08   |          | 天婦羅、炸魚、還有滑冰！冰面上釣公魚！   |
| 09   |          | 沒用的部份一個都沒有！大海之鯨魚大作戰！ |

## 漫畫
該OVA改编的，由科樂美數位娛樂擔任原作、大關詠嗣執筆的漫畫在講談社雜誌《月刊MagazineZ》2007年10月號（2007年8月25日發售）至2008年1月號（2007年11月26日發售）上连载，單行本全1冊並於2007年12月21日發售。

## 外部連結
- Sky Girls（页面存档备份，存于）（日語）
- Sky Girls（J.C.STAFF）（日語）
- Sky Girls（i-revo）（日語）